# Zentrygon carrikeri
A Zentrygon carrikeri a madarak osztályának galambalakúak (Columbiformes) rendjéhez és a galambfélék (Columbidae) családjához tartozó  faj.

## Rendszerezése
A fajt Alexander Wetmore amerikai ornitológus írta le 1941-ben, az Oreopeleia nembe Oreopeleia lawrencii carrikeri néven. Sorolták a Geotrygon nembe Geotrygon carrikeri néven is.

## Előfordulása
Mexikó déli részén honos. Természetes élőhelyei a szubtrópusi vagy trópusi síkvidéki és hegyi esőerdők. Állandó, nem vonuló faj.

## Megjelenése
Testhossza 32 centiméter.

## Természetvédelmi helyzete
Az elterjedési területe nagyon kicsi, egyedszáma 250-999 közötti és csökken. A Természetvédelmi Világszövetség Vörös listáján veszélyeztetett fajként szerepel.